# Саут Венис (Флорида)
Саут Венис (енгл. South Venice) насељено је место без административног статуса у америчкој савезној држави Флорида.

## Демографија
По попису из 2010. године број становника је 13.949, што је 410 (3,0%) становника више него 2000. године.
| Група             | 2000.          | 2010.          |
| Белци             | 13.066 (96,5%) | 13.029 (93,4%) |
| Афроамериканци    | 54 (0,4%)      | 90 (0,6%)      |
| Азијати           | 68 (0,5%)      | 140 (1,0%)     |
| Хиспаноамериканци | 236 (1,7%)     | 503 (3,6%)     |
| Укупно            | 13.539         | 13.949         |